# Voirloup

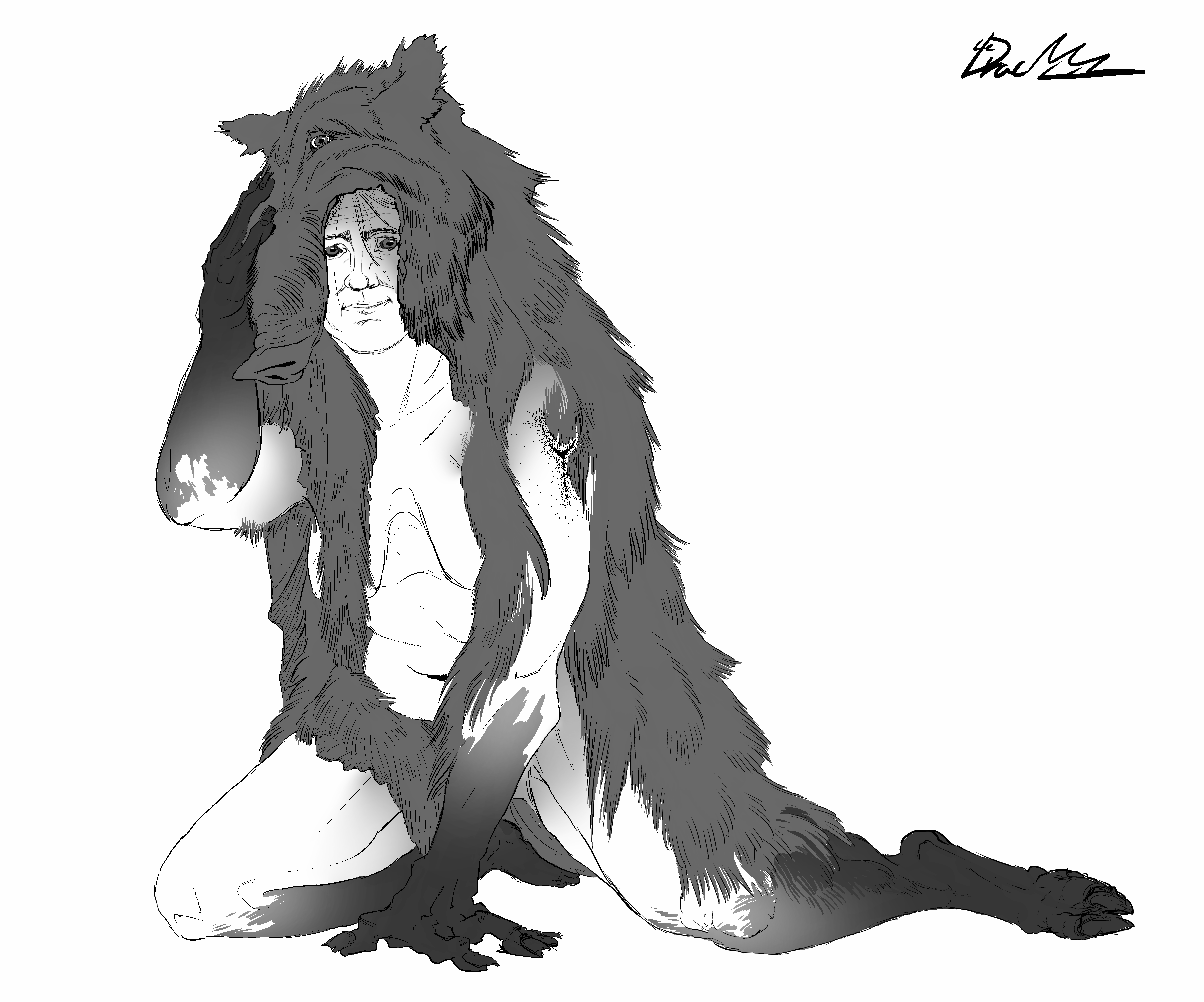
Représentation moderne d’un Voirloup (média digital, 2024).

Le voirloup est une créature fantastique maléfique et nocturne mentionnée dans le folklore français propre au pays d’Othe. Contrairement à une croyance répandue, il ne s’agit pas d’une sorte de loup-garou, mais d’un « cousin » de celui-ci, puisqu’il peut se transformer en d’autres animaux que le loup.

## Région d’origine
Le voirloup est propre au pays d’Othe. Ce massif s’étend entre Sens, Troyes et Joigny en unissant les départements de l’Aube et de l’Yonne ; il forme une bande d’environ vingt kilomètres de large sur cinquante kilomètres de long. La région comprise, à l’est, entre Maraye-en-Othe et Bercenay-en-Othe est la plus fertile en légendes sur les voirloups.

## Histoire et étymologie
Certains relient l'origine du mot au bois de Viré-Loup près de Maraye-en-Othe ; ou encore à un mythe d'origine germanique. Cependant la trace la plus ancienne d'un terme similaire est liée à un événement survenu dans la région en 1713 et 1714. Plusieurs habitants ont été victimes d'attaques causées par un animal anthropophage. Sur l'acte de sépulture d'une des victimes sur la commune d'Isle-Aumont, il est précisé : 

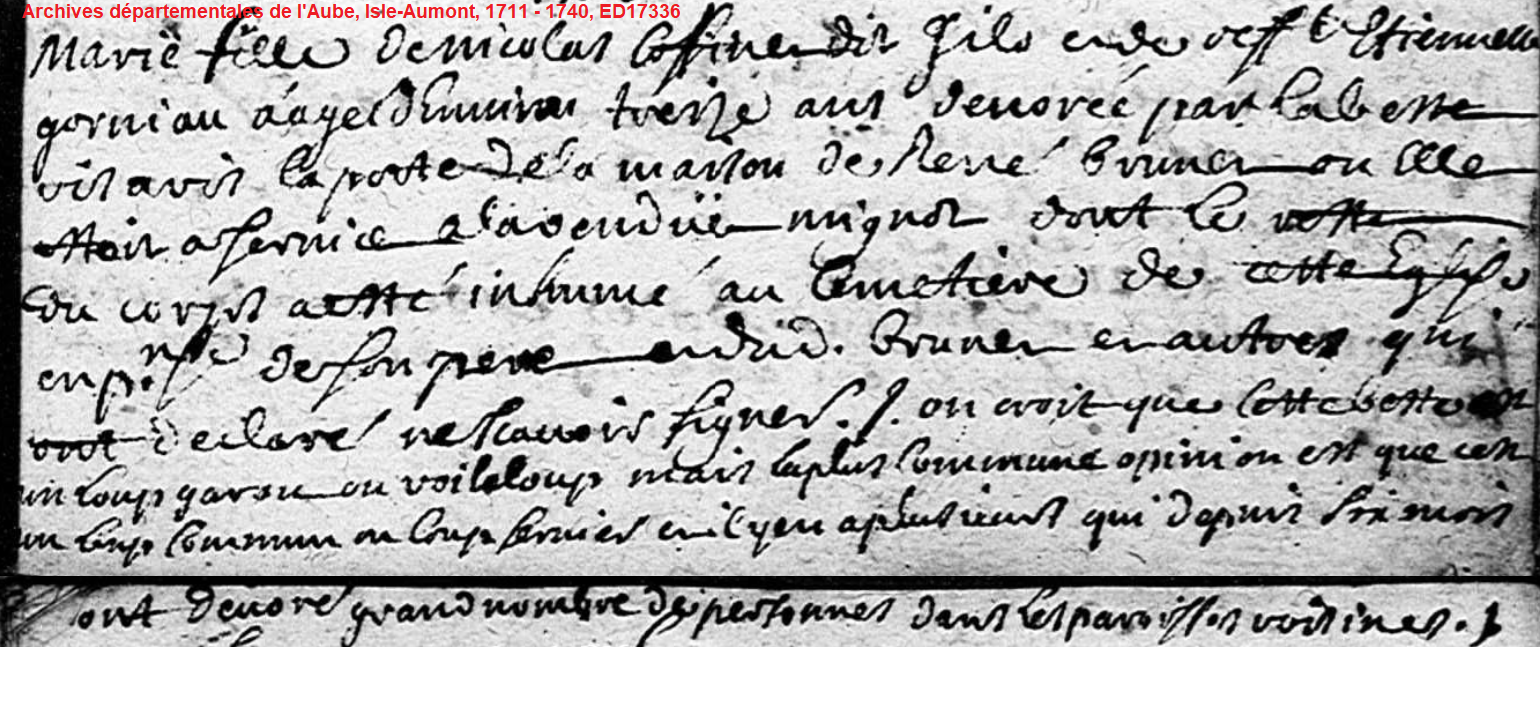
22 décembre 1713 : "Marie fille de Nicolas Cossinet [...] âgée d'environ treize ans, dévorée par la beste vis à vis la porte de la maison de René Brunet [...] On croit que cette beste est un loup garou ou voileloup [...]"

- "On croit que cette beste est un loup garou ou voileloup mais la plus commune opinion est que c'est un loup commun ou loup servier, et il y en a plusieurs qui depuis six mois ont dévoré grand nombre de personnes dans les paroisses voisines."
Plus tard, dans une chronique publiée en 1848 dans l'Almanach de Troyes, on pouvait lire :
- "En 1761, trois amis revenant, vers une heure du matin, de souper à Saint-Martin-ès-Vignes, aperçurent près de la chapelle Sainte-Jule un grand feu qui ne touchait pas à terre et autour duquel plusieurs personnes dansaient une ronde. Cela leur paraissant extraordinaire, ils approchèrent, et l’un d’eux reconnut son compère parmi les danseurs. On leur offrit un verre de vin qu’ils refusèrent. Rentrés en ville, ils virent, près de la ruelle des Chats, un énorme chat noir dont les yeux flamboyaient comme des étoiles. Le plus rapproché de l’animal ramassa une pierre qu’il lui lança. Le chat s’enfuit dans la ruelle en criant de toutes ses forces : Diable ! diable ! C’est le voirloup ! se dirent en même temps et à voix basse nos trois amis ; et chacun d’eux, plus mort que vif, regagna son domicile au plus vite.
Le matin, au petit jour, un apprenti serrurier venait dire au jeteur de pierre que son maître désirait lui parler de suite. Il s’empressa de se rendre à l’invitation et trouva son compère (car c’était lui !) couché et en proie à de vives douleurs. Voyez, compère ! lui dit le visité en soulevant avec peine son bras gauche – voyez comment vous m’avez arrangé cette nuit. C’est moi qui étais le gros chat noir, et votre pierre m’a démis l’épaule. Vous avez eu du bonheur que je vous connaissais […]… Je vous demande le secret ; gardez-le bien, si vous ne voulez pas qu’il vous arrive mal."

## Description
Les voirloups sont à l’origine des hommes ou des femmes aux âmes noires, coupables des sept péchés capitaux et qui se laissent posséder par Satan, ou Bélial. Pendant leur période de transformation, ces créatures peuvent prendre la forme de loups, mais aussi de renards, de sangliers, de boucs, ou de chats, de toutes les bêtes malfaisantes dans la peau desquelles il leur est facile de nuire impunément. 
Les voirloups se métamorphosent à minuit, après s’être enduit les quatre membres inférieurs avec une mixture nommée l’amalgame (composée de semence humaine obtenue dans les sabbats, du sang nuptial d’une vierge, de la graisse d’un porc tué le vendredi saint, à trois heures de l’après-midi,  devenue rance, et d’un filet de bave du Diable,). Ils adressent une supplique à Satan et se couvrent du pelage de l’animal désiré tout en conservant l’entendement humain. Ils fréquentent la forêt de minuit à l’aube sans faire de bruit, égorgent et dépècent les chiens et le bétail et se désaltèrent du sang de leurs victimes.  La vue du sang les affole et ils ne se calment qu’en versant le sang à leur tour. Les voirloups sont généralement solitaires, mais ils savent se retrouver pour associer leurs pouvoirs maléfiques. 
Ce sont des adversaires très dangereux pour l’être humain auquel ils s’attaquent ; toutefois, ils ne les tuent pas, mais leur sucent parfois le sang comme des vampires. Les voirloups sont  invulnérables, et lorsqu’on les blesse, même s’ils sont insensibles à la douleur, ils guérissent vite, mais conservent toujours des cicatrices. Les yeux du voirloup peuvent enflammer la paille ou le fourrage à distance, à flanc de coteau, dans les champs, les granges ou les sinots,. Plusieurs témoignages rapportent des feux nocturnes aux environs de Maraye-en-Othe et de Bercenay-en-Othe ; chaque fois, une silhouette furtive et inquiétante, mi-bête mi-homme, se dessinait sur la crête. Les voirloups sont de plus nyctalopes et redoutent les premières lueurs du jour car, lorsque le Soleil se lève et que le coq se met à chanter, leur peau animale éclate et ils reprennent forme humaine,.
Les voirloups passent leurs journées à épier les mortels pour vérifier qu’on ne dit ni n’écrit rien sur eux. Ceux qui se risquent à les décrire sous leur forme animale les rencontrent à la nuit tombée. On les piège difficilement ; ils n’ont pas la faculté de jeter des sorts, mais ils sont par nature poussés à faire le plus de mal possible au nom de Satan. Sous leur forme humaine, ils sont facilement reconnaissables à la tache rougeâtre qu’ils présentent au bas de la colonne vertébrale, ou encore à la fourche à deux dents qui se dessine sur leur épaule gauche.